# Рюберси
Рюберси́ (фр. Rubercy) — коммуна во Франции, находится в регионе Нижняя Нормандия. Департамент коммуны — Кальвадос. Входит в состав кантона Тревьер. Округ коммуны — Байё.
Код INSEE коммуны — 14547.

## Население
Население коммуны на 2010 год составляло 134 человека.
| 1962 | 1968 | 1975 | 1982 | 1990 | 1999 | 2010 |
| ---- | ---- | ---- | ---- | ---- | ---- | ---- |
| 123  | 110  | 91   | 89   | 88   | 93   | 134  |

## Экономика
В 2010 году среди 86 человек трудоспособного возраста (15—64 лет) 67 были экономически активными, 19 — неактивными (показатель активности — 77,9 %, в 1999 году было 82,1 %). Из 67 активных жителей работали 60 человек (33 мужчины и 27 женщин), безработных было 7 (2 мужчин и 5 женщин). Среди 19 неактивных 3 человека были учениками или студентами, 10 — пенсионерами, 6 были неактивными по другим причинам.